# Šešir profesora Koste Vujića (2012.)
Šešir profesora Koste Vujića (srp. Шешир професора Косте Вујића) je srpski film iz 2012. godine.
Režirao ga je Zdravko Šotra po istoimenom romanu Šešir profesora Koste Vujića Milovana Vitezovića s Aleksandrom Berčekom u ulozi profesora Koste Vujića.
Film predstavlja remake istoimene TV-drame iz 1971. godine, koju je režirao Vladimir Andrić, dok je ulogu profesora Vujića maestralno odigrao Pavle Vuisić, a u ulozi učenika pojavila se čitava plejada mladih glumaca, danas doajena srpskoga glumišta. Aleksandar Berček je svoju ulogu u ovom filmu posvetio Pavlu Vuisiću.
Film je premijerno prikazan u Beogradu 1. veljače 2012. godine.